# Tratados hipocráticos

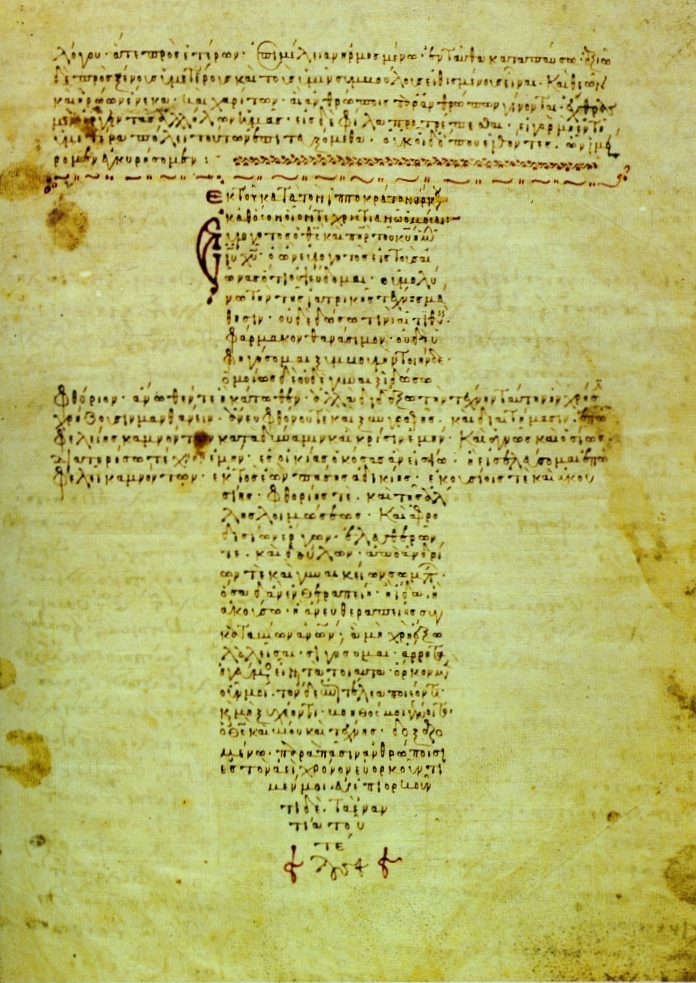
Juramento hipocrático en un manuscrito bizantino del.

Magni Hippocratis medicorum omnium facile principis, opera omnia quae extant, 1657

Los Tratados hipocráticos (Corpus hippocraticum) son un conjunto de unos cincuenta escritos médicos que abarcan más de mil páginas y que se han atribuido clásicamente a Hipócrates, el padre de la medicina contemporánea. Están escritos en dialecto jónico, y su gran heterogeneidad de estilo y teorías médicas han llevado a pensar que se trata de una compilación perteneciente a la "escuela hipocrática", más que a un solo hombre. La mayor parte de estos escritos fue redactada entre los siglos V y IV a. C.
Es una recopilación de los 70 escritos de Hipócrates realizada por sus discípulos. Actualmente se sabe muy poco de estos escritos, debido a que se perdieron en la historia y solo se sabe de su existencia gracias a Sorano de Éfeso.

## Sobre Anatomía
Son un conjunto de escritos cortos y fragmentarios. Describen la anatomía de una manera básica e inferencial, basada en disecciones de animales.

## Sobre la naturaleza del hombre
Son varios escritos que comienzan con una crítica a la filosofía por su intromisión en la medicina; en estos se encuentra la teoría de los cuatro humores.

## Sobre clínica y patología
Se trata de un conjunto de textos heterogéneos, con diferencias incluso en el modelo de salud-enfermedad. Algunos de los libros incluidos en este epígrafe son Sobre las enfermedades, Sobre las afecciones, Sobre los humores, Epidemias, Sobre las crisis, Sobre los días críticos o, el más importante y conocido de este grupo, el monográfico sobre epilepsia titulado Sobre la enfermedad sagrada. También alcanzó repercusión durante los siglos posteriores el tratado Sobre aires, aguas y lugares, primer estudio sobre la influencia del clima, la latitud y el entorno en la salud.
Epidemias fue escrito aproximadamente entre los años 475 y 466 a. C. Incluye la descripción de una epidemia de parotiditis (paperas) ocurrida en la isla de Tasos.

## Sobre terapéutica
Destacan en este campo las siguientes obras: 
- El tratado Sobre la dieta en enfermedades agudas, un completo manual de dietética seguido por muchos médicos durante muchos siglos (hasta el Renacimiento).[6]

- Sobre fracturas.[7]

- Sobre articulaciones.[8]

- Sobre las heridas de la cabeza.[9]

## Sobre ginecología
Sobre las enfermedades de la mujer es probablemente el primer manual obstétrico-ginecológico conocido. Consta de los libros siguientes: 1. Las enfermedades de las vírgenes, 2. La naturaleza de la mujer, 3. Las enfermedades de las mujeres (2 libros), 4. Apócrifo añadido a los 2 libros anteriores, 5. Las mujeres estériles.

## Tratados deontológicos
- Sobre el médico es un tratado ensalzando la figura del sanador en la Grecia clásica.

- Sobre el arte y el Libro de los Aforismos son dos importantes piezas de ética médica.[10]

- En Juramento redacta el conocido juramento hipocrático que aún recitan de manera ritual los licenciados en medicina y cirugía de casi todo el mundo.[11]

Los tratados más homogéneos y atribuidos directamente a Hipócrates son éstos: 
- Pronóstico.[12]

- Epidemias, I y III.

- Aires, aguas y lugares.

- Sobre la enfermedad sagrada.

- Casi todos los tratados quirúrgicos.